# Te Kao
Te Kao is een plaats op het Noordereiland in Nieuw-Zeeland. Het ligt ten zuiden van het noordwestelijke uiteinde van het Aupouri-schiereiland, Cape Reinga en het noordoostelijke uiteinde Te Hapua. Het district valt onder de regio Northland, in de Far North District.
De plaats bestaat uit verspreide bebouwing, voornamelijk langs de State Highway 1. Het district kent zowel aan de west als de oostkant stranden. Aan de oostelijke kant ligt de Great Exhibition Bay en de binnenlandse baai Te Kao Bay. Aan de westelijke kant ligt het lange strand Ninety Mile Beach en het Aupouribos.
Te Kao wordt deels bewoond door de Maori stam (Iwi) Te Aupouri, in het district is ook de belangrijkste ontmoetingsplek voor deze stam gelegen. Er is later op deze plek ook een ontmoetingshuis gebouwd. De naam Te Kao duidt de (Te) gedroogde zoete aardappel (Kao → Kamura). Deze gedroogde zoete aardappel werd tot poeder gemalen en deze poeder werd gebruikt door het met water te mengen tijdens lange reizen om de honger te stillen.
Te Kao kent een eigen oorlogsmonument voor zowel de Eerste als de Tweede Wereldoorlog met namen van slachtoffers uit Te Kao tijdens deze twee oorlogen. Verder kent Te Kao een eigen school en kerk, de Ratana-kerk.
Op de grens met Cape Reinga en Te Hapua ligt de kleine nederzetting Waitiki Landing, langs de rivier de Waitiki Stream.

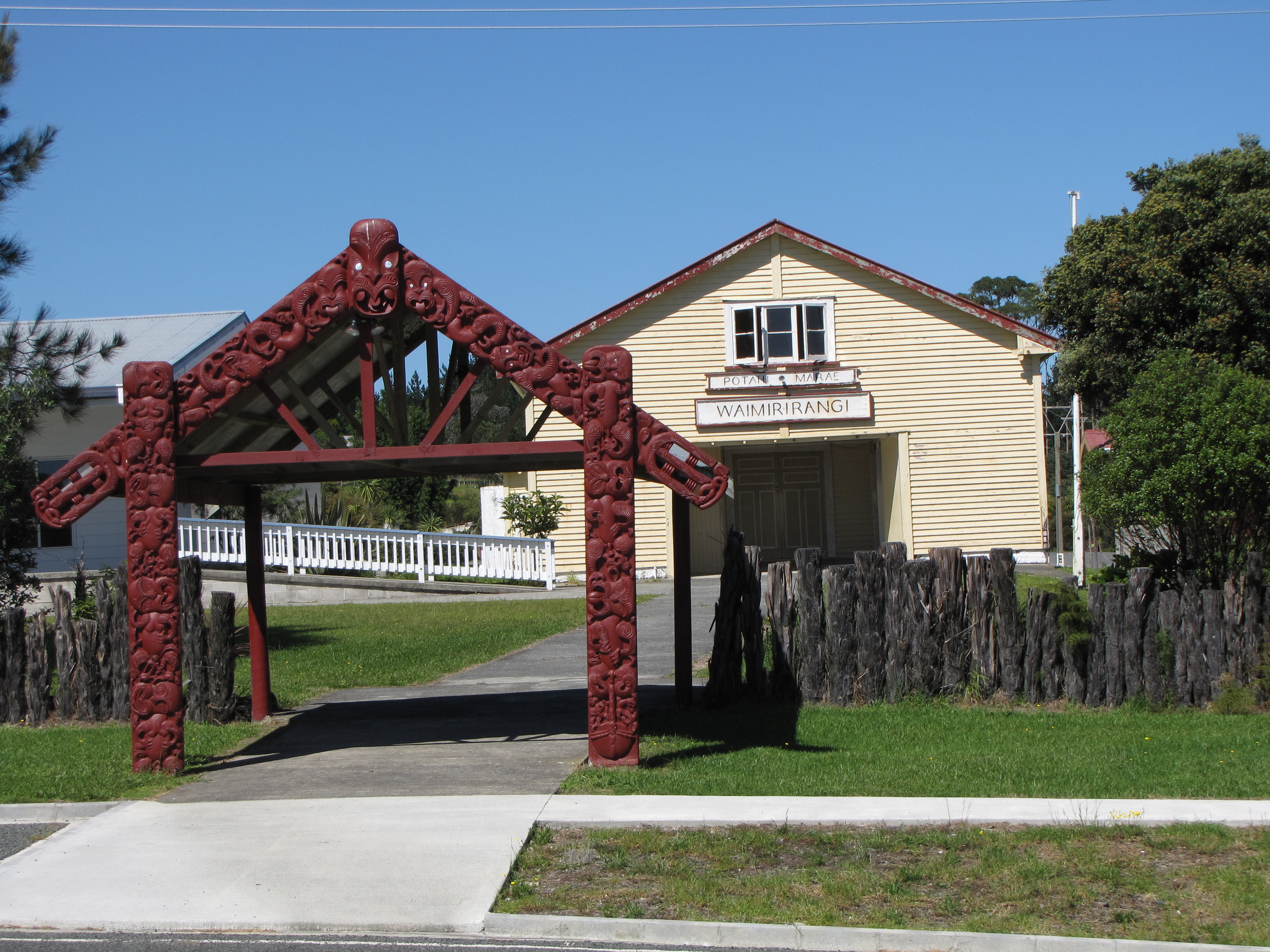
Het ontmoetingshuis van Te Aupouri